# Высокий исландский

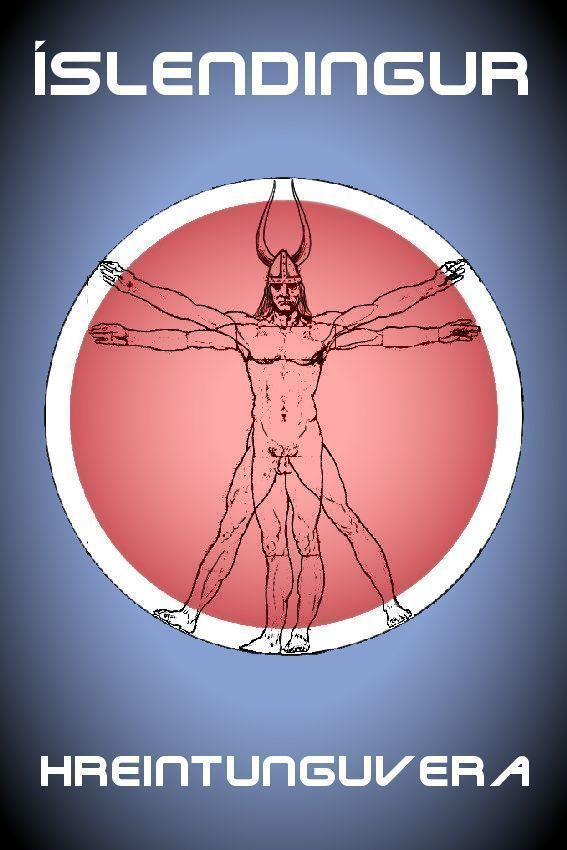
Пропагандистский рисунок высокого исландского: Исландцы, вид существ, занимающихся очищением языка.

Высокий исландский (исл. Háfrónska) — ультрапуристическая форма современного исландского языка.
Наименование заимствовано от норв. høgnorsk (высокий норвежский) — консервативной формы норвежского языка; слово «frónska» является производным от исл. frón — поэтического названия Исландии, которое было одним из имён Земли, фигурирующем в эпической прозе Эдда. «Чистота» языка обозначается термином «málgjörhreinsun».
Лидер языкового движения за высокий исландский — лютеранский пастор Петюр Торстейнссон (исл. Pétur Þorsteinsson; род. 1955), регулярно выпускающий «Петровско-исландский словарь» (Pétrísk-Íslensk Orðabók), в котором на замену заимствованных слов подобраны древние слова и составлены неологизмы на основе исландских корней. Официального статуса язык не имеет.